# Коннемарский пони
Коннемарский пони — ирландская порода пони, самая рослая из пород пони.
Масть этих пони может быть серой, буланой (две преобладающие масти), гнедой, вороной, бурой, рыжей, паломино и чалой. Высота в холке коннемарских пони — 1,32—1,44 м. Пони выносливы, добронравны и уравновешены; способны к прыжкам, выездке, проворны. Рассматриваются как единственная национальная порода Ирландии. Полной зрелости достигают приблизительно к 5 годам, прожить могут до 30 лет.
По легенде, порода произошла от смешивания лошадей, перевозимых на кораблях испанской Непобедимой армады, потерпевших крушение вблизи Коннемары в 1588 году, и местной породы диких пони, живших в горах. В XVIII веке к этому добавили незначительное количество смеси с чистокровной верховой и арабской породами. В 1923 году в Клифдене было сформировано Общество заводчиков коннемарских пони.